# رهوة نعمان (المفلحي)

تعديل مصدري - تعديل

رهوة نعمان هي إحدى قرى عزلة المفلحي بمديرية المفلحي التابعة لمحافظة لحج، بلغ تعداد سكانها 237 نسمة حسب تعداد اليمن لعام 2004.